# دیگو ریواس (بازیکن فوتبال، زاده ۱۹۸۰)
دیگو ریواس (انگلیسی: Diego Rivas؛ زادهٔ ۲۷ آوریل ۱۹۸۰) بازیکن فوتبال اهل اسپانیا است.
از باشگاه‌هایی که در آن بازی کرده‌است می‌توان به باشگاه فوتبال هرکولس، باشگاه فوتبال اتلتیکو مادرید، باشگاه فوتبال رئال سوسیداد، باشگاه فوتبال ایبار، باشگاه فوتبال کادیس، باشگاه فوتبال ختافه، و باشگاه فوتبال اتلتیکو مادرید بی اشاره کرد.